# レオン・バログン
レオン・アデレミ・バログン（Leon Aderemi Balogun, 1988年6月28日 - ）は、ドイツ・ベルリン出身のプロサッカー選手。元ナイジェリア代表。キプロス・ファーストディビジョン・アリス・リマソールFC所属。ポジションはディフェンダー（センターバック、右サイドバック）。

## 経歴

### ドイツ時代
地元クラブのトゥルキェムスポル・ベルリンでプロとしてのキャリアをスタート。
2008年、ハノーファー96に移籍。2009年4月19日のハンブルガーSV戦でブンデスリーガデビュー。
2014年夏にフォルトゥナ・デュッセルドルフとの契約が満了、3ヶ月ほどの無所属期間を経てシーズンいっぱいの契約でSVダルムシュタット98に加入した。

### イングランド・スコットランド時代
2018年5月22日、ブライトン・アンド・ホーヴ・アルビオンFCに2年契約でフリー移籍することが発表された。8月19日のマンチェスター・ユナイテッドFC戦で、負傷したルイス・ダンクに代わり投入されプレミアリーグ初出場。ジ・アメックスでのホーム戦で3-2と勝利を収めた。12月4日のクリスタル・パレスFCをホームに迎えたM23ダービーにおいて、シェイン・ダフィーの一発退場を受けパスカル・グロスとの交代でピッチに立つと、その23秒後に移籍後初ゴールを記録した。翌年8月27日、ブリストル・ローヴァーズFC戦でEFLカップデビューとなった。
2020年1月31日、EFLチャンピオンシップのウィガン・アスレティックFCへ半年間の期限付き移籍となることが発表された。6月25日に完全移籍となった。
2020年7月24日、レンジャーズFCに移籍した。
2022年8月26日、クイーンズ・パーク・レンジャーズFCに1年契約で移籍した。
2023年7月12日、レンジャーズFCに移籍した。
2025年5月20日、契約満了によりレンジャーズを退団することが発表された。

### アリス・リマソール
2025年6月20日、1年契約でキプロスのアリス・リマソールFCに加入。

### 代表
自身はドイツ生まれだが父親がナイジェリア人であったため、ナイジェリア代表を選択した。2014年3月の親善試合・メキシコ戦で初招集。この試合後半はじめから出場したが、負傷のため20分で交代した。
2015年3月、ウガンダ戦で1年ぶりに代表戦出場。6月のアフリカネイションズカップ2017予選にも出場した。

## 人物
ヨルバ人の父とドイツ人の母の下ベルリンに生まれる。ローマ・カトリックの家系で育ち幼少期よりカトリック系の学校に通うが、厳しい教育に反発し人格形成期には無神論者となる。それでもキャリア初期の困難な時期に再び信仰し始め、現在は敬虔なクリスチャンである。ドイツ語のほか英語にも精通しているが、ドイツ文化に同化させる両親の方針によりヨルバ語は習得していない。
2019年12月、サッカー界における人種差別問題に対して連帯して取り組む必要があるとの見解を示した。

## 代表歴

### 出場大会
- ナイジェリア代表
  - 2018 FIFAワールドカップ

### 試合数
- 国際Aマッチ 46試合 1得点（2014年-2022年）[20]

| ナイジェリア代表 | 国際Aマッチ | 国際Aマッチ |
| 年               | 出場        | 得点        |
| ---------------- | ----------- | ----------- |
| 2014             | 1           | 0           |
| 2015             | 5           | 0           |
| 2016             | 3           | 0           |
| 2017             | 6           | 0           |
| 2018             | 11          | 0           |
| 2019             | 6           | 0           |
| 2020             | 4           | 0           |
| 2021             | 7           | 1           |
| 2022             | 3           | 0           |
| 通算             | 46          | 1           |